# Mark V. Meierhenry
Mark V. Meierhenry (Gregory, Dakota del Sur, 29 de octubre de 1944 - Sioux Falls,Dakota del Sur, 29 de julio de 2020) fue un abogado estadounidense, 26.º fiscal general de Dakota del Sur desde 1979 hasta 1987.

## Educación y primeros años
Nació y se crio en Gregory, Dakota del Sur. En 1966 se graduó por la Universidad de Dakota del Sur y en 1970 recibió su doctorado en jurisprudencia por la Universidad de la Escuela de Derecho de Dakota del Sur.

## Carrera judicial
Ejerció el cargo de director de Servicios Legales de Dakota del Sur y de profesor adjunto de Práctica Judicial y Legislación India antes de convertirse en fiscal general de Dakota del Sur en 1979.

## Elecciones a fiscal general de 1978
Fue elegido fiscal general en contraposición al demócrata Max Gors.  Mark ganó 141 891 (57,19%) votos, mientras Max recibió 106 199 (42,81%) votos.

## Elecciones a fiscal general de 1982
Fue reelegido frente al demócrata Rod Lefholz. Esta vez, Mark recibió 153 728 (56,22%) votos; y Rod, 119 697 (43,78%) votos.

## Fiscal general de Dakota del Sur (1979-1987)
Mientras servía como fiscal general, Meierhenry presentó pleitos ante el Tribunal Supremo de los Estados Unidos en representación de Dakota del Sur hasta en seis ocasiones (ganando 3 veces y perdiendo las otras 3).

### Iglesia Luterana de San Martín contra Dakota del Sur, 451 U.S. 772 (1981)
El caso evaluaba si una escuela dirigida por la iglesia estaba exenta ante la legislación federal de pagar impuestos por el subsidio de desempleo. El fiscal general Mark Meierhenry alegó en nombre del Estado que la escuela estaba en la obligación de pagar el impuesto; el Tribunal falló unánime a favor de la escuela.

### Dakota del Sur contra Neville, 459 U.S. 553 (1983)
El fiscal general Meierhenry expuso en defensa de una ley estatal, según la cual, a pesar de que el conductor estacione el vehículo por conducir bajo influencia del alcohol o drogas, puede negarse a realizar una prueba de alcohol en sangre. Esa negativa puede utilizarse contra el conductor durante el juicio, incluso si no se le advierte de ello. El Tribunal falló 7-2 a favor del Estado, conformando así la ley.

### Solem contra Helm, 463 U.S. 277 (1983)
Helm había escrito un cheque con una cuenta ficticia.  Aunque este delito conlleva una condena máxima de cinco años como regla general, Helm fue sentenciado a cadena perpetua, dado que era su séptimo delito. El fiscal general Meierhenry abogó en nombre del Estado, pero el Tribunal dictaminó 5-4 que la vida en prisión era cruel e inusual para una “conducta delictiva relativamente leve”.
(El acusado de este caso y de las dos siguientes era Herman Solem, alcaide de la Penitenciaría Estatal de Dakota del Sur por aquel entonces. Cuando un preso presenta un caso de habeas corpus, desafiando la legalidad de su encarcelamiento, el acusado es el alcaide.)

### Solem contra Stumes, 465 U.S. 638 (1984)
Stumes fue sospechoso en una investigación de asesinato. Cuando lo arrestaron por razones no relacionadas, la policía interrogó dos veces al acusado, después de que pidiera un abogado. Tras este incidente, el Tribunal Supremo de los EE. UU. sostuvo en el juicio Edwards contra Arizona que, si un acusado solicita la asistencia de un abogado, debe suprimirse cualquier interrogatorio subsiguiente hasta que se le proporcione un abogado. En este caso, el fiscal general Meierhenry argumentó que a Edwards no se le debía aplicar la ley retroactivamente, ya que la policía en ese momento no tenía forma de conocer el veredicto de Edwards. El Tribunal falló a favor del Estado, 6-3.

### Solem contra Bartlett, 465 U.S. 463 (1984)
En este caso, un tribunal del estado de Dakota del Sur había condenado por intento de violación al acusado, quien estuvo preso en la penitenciaría estatal. El acusado recusó la condena, alegando que el delito había tenido lugar en la Reserva India Rosebud y, por lo tanto, el Estado carecía de jurisdicción. Así pues, a pesar de presentarse un habeas corpus ante una condena de violación, aquello sacó a relucir una nueva cuestión: si el lugar del delito era parte la reserva o un terreno que el Congreso había reducido de la reserva. El tribunal falló unánimemente a favor de Bartlett, sosteniendo que la tierra en cuestión seguía siendo parte de la Reserva India Rosebud .

### Western Airlines contra Bd. of Equalization, 480 U.S. 123 (1987)
De acuerdo con la ley federal, un estado no podía imponer un impuesto discriminatorio a compañías aéreas, a no ser que se gravara en sustitución de los impuestos locales y el ingreso se utilizara solo para apoyar la aviación. Dakota del Sur impuso un impuesto exclusivo para la propiedad de aerolíneas. En 1978, el estado abolió el impuesto de propiedad personal para la mayoría de propiedades, pero se lo mantuvo a las aerolíneas. Western Airlines alegó que, dado que se había abolido el impuesto de propiedad personal subyacente y ya no sustituía ningún impuesto. El tribunal falló unánimemente a favor del estado, defendiendo que el impuesto acataba el estatuto federal.
Meierhenry ejerció el puesto hasta 1987.

## Vida personal
Fue marido de la primera mujer Jueza Asociada del Tribunal Supremo de Dakota del Sur (2002-2011), Judith Meierhenry.